# Joseph Mutua
Pour les articles homonymes, voir Mutua.
Joseph Mutua, né le 10 décembre 1978, est un athlète kenyan spécialiste du 800m. Sa meilleure performance est de 1 min 43 s 33 réalisée à Zürich en août 2002. Il détient le record d'Afrique en salle du 800 m avec 1 min 44 s 71 depuis 2004.
Il remporte les Championnats du Kenya en 2002, 2003 et 2004.
Il co-détient le record du monde du relais 4 × 800 mètres depuis le 25 août 2006.

## Palmarès
| Année | Compétition                     | Lieu       | Résultat |
| ----- | ------------------------------- | ---------- | -------- |
| 1996  | Championnats du monde junior    | Sydney     | 1er      |
| 2001  | Finale du Grand Prix            | Melbourne  | 5e       |
| 2002  | Jeux du Commonwealth            | Manchester | 2e       |
| 2003  | Jeux mondiaux militaires        | Catania    | 1er      |
| 2003  | Finale mondiale de l'athlétisme | Monaco     | 2e       |
| 2004  | Championnats du monde en salle  | Budapest   | 6e       |
| 2004  | Finale mondiale de l'athlétisme | Monaco     | 2e       |